# Friedrich Adolph von Burgsdorff
Friedrich Adolph von Burgsdorff (* 30. Mai 1743 in Dresden; † 11. März 1799 ebenda) war Kanzler des Stifts Merseburg, kursächsischer Appellationsrat sowie Rittergutsbesitzer.

## Leben
Friedrich Adolph von Burgsdorff entstammte dem alten brandenburgischen Adelsgeschlecht von Burgsdorff. Seine Eltern waren der königlich-polnische und kurfürstlich-sächsischen Geheime Rat und Stiftskanzler zu Zeitz, Karl Gottlob von Burgsdorff (1708–1766) und Henriette Sophia geb. von Gersdorff (1702–1747). Mehrere kursächsische Mandate aus dem ausgehenden 18. Jahrhundert tragen seine Unterschrift.
Als Kavallier lagen seine Wurzeln in der Oberlausitz. Seine juristische Ausbildung absolvierte er ab 1765 in Leipzig. 1780 war er dort kursächsischer Kommissar beim Großen Landtag des Markgraftums Oberlausitz. Zuvor war er bereits zum kursächsischen Kammerherrn, Appellationsrat und Geheimen Referendar ernannt wurden, bevor 1783 seine Beförderung zum Stiftskanzler im Stift Merseburg erfolgte. Bereits nach der kurzen Dienstzeit von einem Jahr erhielt er als Dankeschön für seine außergewöhnlichen Leistungen das Rittergut Kleinkorbetha als Geschenk, das sich zuvor im Besitz der Adelsfamilie von Bünau befunden hatte. Dessen letzter Vertreter war als blödsinnig ohne Hinterlassung von Kindern verstorben. So fiel dieses Gut – obwohl Mitbelehnte vorhanden waren – an den Landesherrn, den Kurfürsten von Sachsen, der es vom Amt Lützen im Beschlag nehmen ließ. Fortan besaß Friedrich Adolph von Burgsdorff ein eigenes Rittergut im Merseburger Stiftsgebiet, auf das er sich zurückziehen konnte.
Auf Drängen seiner nächsten Blutsverwandten, Johanne Albertine Henriette von Breitenbauch geb. von Bünau († 1813), Ehefrau von Hans Heinrich von Breitenbauch († 1813), verkaufte er ihr dieses Rittergut bereits im Jahre 1787 und machte dadurch finanziellen Gewinn.
Burgsdorff heiratete Erdmuthe Luise enfft von Pilsach, eine Tochter von Adam Friedrich Senfft von Pilsach. Das Paar hatte fünf Töchter.

## Werke (Auswahl)
- Des Fürsten höchste Sorgfalt. Die Gesetze. Eine auf Befehl aus dem Stegreife geschriebene academische Abhandlung [...], Leipzig und Frankenhausen 1766
- Ueber die Frage, ob die Stände vor Errichtung des Cammer-Gerichts Antheil an der deutschen Gerichtsbarkeit gehabt? [Wetzlar], 1769